# Enric Lluch i Girbés
Enric Lluch i Girbés (Algemesí, Ribera Alta, 1 de gener de 1949) és un escriptor valencià dedicat bàsicament a la literatura infantil i juvenil.
És llicenciat en Història, pertany a l'Associació d'Escriptors en Llengua Catalana, al PEN Club i és un dels patrons de la Fundació Bromera per al Foment de la Lectura. La seua obra conta de més de 100 obres dirigides al públic jove, i ha estat traduïda a l'anglés, al francés, al portugués, a l'alemany, al xinés, al grec, al polonés, al japonés, al turc, a totes les llengües oficials de l'Estat espanyol i ha estat transcrit al sistema Braille, havent rebut nombrosos premis. Fins al 2019 va formar part del Consell Valencià de Cultura.

## Premis
- 1992 Premi Samaruc, per El rei Panxut redola i el rei Primal s'envola[6]
- 1996 Premi Joan Amades de Literatura Infantil per Contes de les coses que pengen del cel[7]
- 1996 Premi Vicent Silvestre per L'àngel propulsat i el dimoni emplomat[7]
- 1998 Premi Samaruc per Eugeni, un geni mal geni[7]
- 1999 Premi a la Creació Literària en la modalitat de Narrativa Infantil per En quin cap cap? atorgat per l'Institut Interuniversitari de Filologia Valenciana[6]
- 2002 Premi a la Creació Literària en la modalitat de Narrativa Infantil per Si la gran deessa ho vol[8]
- 2006 Premi 10 de l'Editorial Alfaguara, amb Quatre soques fan un pont.[3]
- 2006 Premi Enric Valor de Narrativa juvenil per La Germanor del camí.[9]
- 2007 Premi Far de Cullera de narrativa històrica juvenil per Temps de conquesta[10]
- 2007 Premi Ciutat de Torrent de narrativa juvenil per El servidor de l'alquimista.[11]
- 2010 Guardó d'or de la ciutat d'Algemesí.[11]
- 2010 Premi Literaris ciutat de Sagunt per Després del silenci[11]
- 2011 Premi de teatre infantil Xaro Vidal de Carcaixent per Tres nobles en un grapat i un soldat enamorat[11]
- 2013 Premi Carmesina de narrativa infantil per Els xiquets de la gorra[11]
- 2014 Porrot d'Honor de la Ciutat de Silla.[11]
- 2015 Premi de Narrativa Infantil Vicent Silvestre per Mònica, Tonet i l'home que fabricava flautes de canya.[12]
- 2015 Premi Ciutat de Torrent de Narrativa per L'estranya dona mexicana[13]
- 2018 Premi de narrativa Ciutat de Carlet per El mundial de la Patagònia.
- 2019 Premi de Literatura Infanfil de Meliana per El món de Valèria.
- 2020 Premi 25 d'abril de narrativa Vila de Benissa per Negocis de guerra.